# 美祢層群
美祢層群（みねそうぐん、Mine Group）は、日本の三畳紀の非付加体型の海成 - 非海成層である。1926年に、小林貞一により美祢地区を模式地域として、当時、美祢統を意味するMine Formationとして最初に命名され、1931年に小林により、その大部分を含む概略的な地質図が示された。1950年に、長谷晃により現在の名称となる。

## 概要

### 分布・模式地
美祢層群は、山口県西部の美祢市西部を中心に、西は下関市東縁部、南は山陽小野田市北部、東は宇部市中北部と4つの市にまたがって分布し、北側から大嶺地区、厚保地区、厚狭地区の3地区に断層や地質によって区分されている。美祢層群の模式地は美祢市の大嶺地区である。大嶺地区の美祢層群の全層厚は、約4000-4800mと見積もられている。

### 層序・岩相
美祢層群は、大嶺地区では秋吉帯の後期ペルム紀付加型堆積岩類からなる常森層・大田層群別府層と断層関係もしくは不整合で接し、厚狭地区では大田層群を不整合に覆うとされている。美祢層群は、中部三畳系厚保層群と整合関係 、あるいは軽微な不整合関係にあるとされている。美祢層群の上位は、前期白亜紀の関門層群や始新世の宇部層群などに不整合に覆われている。美祢層群分布域の南西側において後期白亜紀の長府花崗岩に大規模に貫入され、また、大嶺地区の長門構造帯周辺でNE-SW性の貫入岩類が分布し、石英斑岩の岩脈・小岩体（桃ノ木層に貫入する岩株状岩体に国の名勝および天然記念物の石柱渓がある）、ひん岩などの小規模岩脈に各所で貫入される。
美祢層群において，現在の層単元による区分は、大嶺地区では1939年の片山勝、厚狭地区では1950年に長谷晃によってその層序の基礎が確立され、大嶺地区では、下位より平原層、桃ノ木層、および麻生層、厚狭地区では、下位より津布田層、中塚層、山野井層、鴨庄層に区分されている。美祢市南部の厚保地区においても平原層が厚保層群熊倉層を覆って分布している。なお、厚狭地区の美祢層群は、1950・1951年の長谷による報告や1975年の高橋・三上による報告では下部を津布田層群、上部を埴生層群と称されたが、1962年の徳山による報告をはじめ1984年の長谷による報告で美祢層群として一括された　 
美祢層群は、礫岩、礫質砂岩、含礫砂岩、砂岩、泥質砂岩、砂質泥岩、泥岩、炭質泥岩などを主体とし、 鴨庄層を除く各層に炭層、津布田層に凝灰岩を挟む。かつて大嶺地区の平原層・桃ノ木層・麻生層の各層、厚狭地区の津布田層と中塚層の一部には炭鉱があったが、大嶺炭田と津布田炭田が主要なものとされる。

### 産出化石
動物化石は、汽水 - 海生の貝類化石、腕足類化石が比較的多く、その他、カイエビ、昆虫、アンモナイト、硬骨魚類、サメ類（歯）、クモヒトデ、センジュエビ類、海棲爬虫類（歯牙）、ディキノドン類（哺乳類に類縁）などの化石が報告されている。　生痕化石として、Toyonereitesなどの生痕化石が報告されている。このほか二次化石として石灰岩礫から石炭紀-ペルム紀のフズリナ、コケムシ、ウミユリ、酸性凝灰岩・珪質頁岩・チャート礫から放散虫、コノドント、海綿骨針が報告されている。
　
植物化石は、コケ類、ヒカゲノカズラ類、トクサ類、リュウビンタイ類、薄嚢シダ類、シダ種子類、ソテツ類、ベネチテス類、イチョウ類、チェカノフスキア類、球果類、分類群不明の植物から構成され、美祢植物群（Mine flora）または美祢型植物群と呼ばれている。美祢植物群は、ディクチオフィルム-クラスロプテリス植物群の一員であり、中国南部や東南アジアなどユーラシア大陸東部の南側に広がりをもつディクチオフィルム-クラスロプテリス植物地理区に属する。

### 地質年代
地質年代は、時代の推定と地域内の対比は特徴的な二枚貝化石に基づいており、大嶺地区では後期三畳紀のカーニアン期初頭 – 前期ノーリアン期、厚狭地区ではカーニアン期初頭 – 中期ノーリアン期となる。

### その他
美祢層群の最下部を占めるとされた滝口層は、1939年の片山による平原層A帯に対して1940年に小林貞一ほかによって滝口層として用いられたものであるが、本層は1965年に高橋英太郎ほかにより平原層と強いて独立させるべきものではないとみなされ、平原層の３部層（Ⅰ- Ⅲ部層）のうち最下部の部層とされた。1969年の坂本による報告では、滝口層と平原層下部は同時異相の関係にあると解釈され、平原層として一括された。
桃ノ木層は、慣習的に桃木層と表記されている文献がいくつかあるが、慣習によらず先取権により1939年の片山による桃ノ木層を用いるのが適切となる。なお、桃ノ木の地名表記は、国土地理院発行の25,000分の1地形図「於福」などにも用いられている。鴨庄層は、その読みが「かもしょう」、「かもじょう」とルビが付されることがあるが、「かものしょう」が正しい。

## 美祢層群と厚保層群の層序上の問題
美祢層群を表す記述は、1891年に横山又次郎により山野井に分布する三畳系を「coal-bearing series of Nagato」（長門の夾炭統）として呼称されたのが最初で、1963年に河合により美祢層群が厚保層群の上位に整合に重なるとされ、両層群を亜層群としその高次層序単元として長門層群が使用された。独自研究による地質図が掲載された他の報告においても、美祢層群と厚保層群との関係は、一部の文献を除き層序が確立された頃から一貫して整合関係、または軽微な不整合関係にあるとされているが、この問題について議論はなされていない。
なお、1931年の小林による地質図に示されるように、美祢層群と厚保層群を伊佐-杉原断層を境に別の層群として扱う概念は、1927年に小澤儀明により随光石灰岩（厚保層群本郷層中に分布）がスキティック（=前期三畳紀）のものとされ厚保統（=厚保層群）が提唱されたことに始まるが、1940年の小林による報告では、厚保地区に大嶺地区の美祢層群平原層が連続分布し、また厚保層群上部が美祢層群最下部の滝口層に対比されるとし、1951年の小林による報告では厚保地区の厚保統が美祢統として一括して扱われる分布図や記述もある。1962年の徳山による報告において再び、境界断層より南側の厚保地区において、大嶺地区の美祢層群に相当する部分が江の河原層とされ、厚保層群として扱われたが、両者が整合関係にあることは変わらない。その後、境界断層の位置は改変されるとともに大嶺地区との構造的連続性が示され、厚保地区における美祢層群平原層より上位の層序は長府花崗岩の大規模貫入によって失われた形となっている。　

## 美祢層群の堆積環境
美祢層群は下位より大局的に、大嶺地区において平原層は潟（汽水）-内湾-浅海、桃ノ木層は蛇行河川・氾濫原・三角州、麻生層は汽水-浅海の堆積物からなり、同様に厚狭地区において津布田層は汽水・淡水、中塚層は浅海、山野井層は淡水-浅い内湾、鴨庄層は浅海の堆積物とされている。
1958年の徳山による報告では、美祢層群がモラッセ型堆積物であり秋吉造山運動の後造山堆積物としての特徴をもつことから、海進や海退などは源地（原秋吉山地）の地殻変動に密接に関係しているとみなされ、これらが堆積物の類型からそれぞれ沈降性堆積物、上昇性堆積物としてひとえに解釈されている点は、現地性の昇降運動を強調した地向斜造山論に基づいており、この古い概念によって、堆積相の変化が汎世界的なユースタシー（海面そのものの運動）によるものではなく、地域的な地殻運動のみで説明されているため注意が必要となる。

## テクトニクス
美祢層群の堆積していた頃やそれ以前の日本は、砕屑性ジルコンを用いた地質年代学的研究により北中国地塊よりも南中国地塊と密接な関係にあったことが実証されており、美祢層群は南中国地塊の南東縁で堆積したと考えられている。なお、北中国地塊説をとっている報告もあるが、砕屑性ジルコンが北中国地塊と近似の年代スペクトルを示していてもその他の年代スペクトルにより南中国地塊に起源をもつと結論されている報告や、北中国地塊東縁のハンカ・佳木斯・ブレヤ地塊が南中国地塊の北東方延長とされ、後期ペルム紀-前期三畳紀において南中国地塊は北中国地塊と同緯度かさらに北に達し、またペルム紀（300-280 Ma）には韓半島において南・北中国地塊は衝突を開始していたとする報告もある。これによりペルム紀腕足類フォーナに基づく古生物地理との対立を無理なく説明可能なものとなっている。
中期三畳紀の約2億4000万年前に厚保層群が堆積を開始し美祢層群の堆積が終了するまでの期間には、平原層・桃ノ木層間などにおいて堆積間隙を表現できない程度に軽微な不整合が記載されているのみであり、厚保層群の堆積前、および美祢層群と豊浦層群との間の層群として区分されるレベルの層序間隙の形成は、汎世界的な海水準変動に起因するものではなく、南中国地塊南東縁における広域テクトニクスによる地殻変動と密接に関わっているとされている。後期ぺルム紀付加体の秋吉帯を基盤として中期三畳紀後半 - 後期三畳紀前半の厚保・美祢両層群からなる陸棚型堆積岩が分布しているが、美祢層群の基盤岩である秋吉帯は、これより大陸側の古い時代に付加・変成された蓮華変成岩、海溝側のより新しい周防帯（美祢層群の時代にはまだ地表に露出していない）などの付加体群と全体的にほぼ平行に帯状に分布する地質体で、当時の海溝とほぼ平行な構造的背景にある。これらの付加体群を覆う陸棚型堆積岩とは別の造構場で堆積した夜久野層群などが岡山・京都北部の舞鶴帯に分布するが、これらはさらに内陸の大江山オフィオライトに随伴する島弧・縁海系に属し、前期-中期三畳紀の変動時においても堆積が継続している。

### 厚保層群の堆積の開始
南中国地塊南東縁では、南・北中国地塊の衝突の影響、インドシナの再縫合、および海洋プレートのロールバックが進行したことによる前期インドシナ期のAタイプ花崗岩・アルカリ岩（254-241 Ma）の貫入を伴う内陸部における伸張テクトニクスなどに起因して、後期ペルム紀から厚保層群の堆積開始（約2億4000万年前）までの間にナップテクトニクスにより内陸側の肥後帯の上昇や蓮華帯などの秋吉帯への衝上が生じ、現在の長門構造帯の圧砕花崗岩質岩の圧砕作用や蛇紋岩メランジの形成が生じたことが示唆されており、当時の前弧域で厚保層群の堆積が開始するのはこの変動の終息後となる。
なお、周防変成岩の源岩が沈み込み帯に集積された年代は、化石からの証拠を欠くものの山口県東部に分布する都濃層群中のオフィオライトの角閃石K-Ar年代（239 Ma）が周防変成作用以前の海洋底変成作用の年代を示すと考えられることから、この年代と周防変成岩の冷却年代（206-227 Ma）との間であったと考えられており、厚保層群の堆積が開始した頃に周防変成岩の原岩層の付加作用が始まったことになる。

### 美祢層群の後背地
美祢層群の堆積物は、平原層では下部ほど秋吉帯起源の砂岩・泥岩・チャート・酸性凝灰岩・石灰岩などの砕屑岩類の礫・岩片の割合が増加し、桃ノ木・麻生層では酸性火山岩-深成岩・塩基性-中性火山岩などの火成岩類の礫・岩片が卓越するとされている。ほかには蛇紋岩や変成岩などの岩片が含まれる。　美祢層群の後背地は、美祢層群各層の堆積岩に含まれる砕屑性クロムスピネルの化学組成や桃ノ木層の蛇紋岩礫に内包されるクロムスピネルの形態から大江山オフィオライトの超苦鉄質岩、同じく各層の砕屑性クロムスピネルの化学組成から長門構造帯の蛇紋岩がその候補として挙げられている。砕屑物の主要な供給源が秋吉帯から火成岩類の露出地域へ移っていく中間の過程で蛇紋岩礫や砕屑性クロムスピネルの供給が増加することから、この時期の後背地には大江山オフィオライトや長門構造帯の蛇紋岩が近接して露出していたとされ、これらを根拠として長門構造帯の蛇紋岩メランジは、大佐山蛇紋岩メランジのような大江山オフィオライトに伴われる地質体であった可能性が指摘されている。美祢層群の位置する秋吉帯よりも大陸側には酸性火成活動を生じた成熟した火成弧が存在し、また、美祢層群の堆積物に含まれる砕屑性ザクロ石はその化学組成から、高-中変成度変成岩類や花崗岩が後背地に露出していたとされ、大陸地域の変成岩に起源をもつ可能性の高いものもあるとされている。
厚狭地区の美祢層群津布田層下部において厚い凝灰岩が挟在しており、また、熊本県の肥後帯における火成活動の履歴および美祢層群の堆積物と佐賀県脊振山地の肥後帯の変成岩とに含まれるザクロ石の組成の領域が重なるとともに、熊本県の肥後帯のザクロ石の組成に近いものも含まれることから、美祢層群の北西側の後背地では約2億3500万年前には肥後帯を基盤として後期三畳紀の凝灰岩の給源となる火山が形成されていたことが示唆されている。その後、南中国地塊で海嶺沈み込みと関連した後期インドシナ期花崗岩類の活動（234-205 Ma）が始まっている。なお、海嶺付近の海洋プレートの沈み込みに伴い沈み込み角度が浅化することで高圧変成岩の上昇をもたらす造構環境となる。

### 美祢層群の堆積の終焉
美祢層群分布域の東方には低温高圧型の周防帯（230-160 Ma）が分布し、美祢層群と豊浦層群との間の層序の欠如をもたらした地殻変動は、若く熱い海洋プレートの低角沈み込みによって生じた周防変成帯の緩やかな上昇と長門構造帯方向のNE-SW性断層系の形成とを伴った前弧域の隆起運動に起因するとされており、この隆起運動（豊ヶ岳変動）に伴い美祢層群のノーリアン階の大部分が削剥されたとされている（詳細は豊浦層群の「堆積盆地形成のテクトニクス」の項目を参照）。

## 周防変成岩との関係
美祢層群は周防変成岩を不整合に覆うとする文献もあるが、山陽小野田市南方の縄地鼻で記載された三畳系の基盤の三郡変成岩とされた露頭は秋吉帯のペルム系大田層群とされており、また、周防変成岩の変成-冷却年代（230-160 Ma）との年代的矛盾もある。なお、厚狭地区の美祢層群の東端部は周防変成岩類と断層関係か覆うように描かれている地質図もあるが同説明書ではペルム紀付加コンプレックスの秋吉帯を不整合に覆うとしているのみである。

### 周防変成岩の再上昇と地表への露出時期
秋吉帯と周防帯との境界をなす錦川断層および周防帯とジュラ紀付加体の美濃-丹波帯との境界をなす野谷川断層は、中期ジュラ紀か後期ジュラ紀に周防変成帯と秋吉帯の上昇を伴う衝上断層として活動したとされ＜豊浦層群の「堆積盆地消滅のテクトニクス」の項目を参照＞、これらの初生的な構造を切る秋吉帯と周防帯の境界をなす断層が山口から岩国地域にかけて形成されており北山断層と呼ばれている。北山断層以南に分布する周防帯には東西方向に発達する隆起帯が認められ、同様の構造がジュラ紀付加体中にも存在するとともに、周防帯が前期白亜紀の関門層群に覆われていることなどから、周防帯は前期白亜紀に北山断層の活動によって上昇、削剥を受けて地表に露出したと考えられている。

## 初期の研究史
1891年（明治24年）の横山又次郎による報告では、1890年春に 地質調査所の巨智部忠承により赤間関（=現在の下関市）市街より約30㎞東の山野井と呼ばれるところにある長門夾炭統（現在の美祢層群山野井層）においていくつかの植物化石が発見され、これらの植物化石は従来からレーチック（=レーティアン階）に産しているものであることが認識され、1890年夏、正確な年代決定に不可欠であろう多くの種類を可能な限り採取するために自らこの地を訪れたと記されている。
1891年に横山又次郎によって最初に記載された化石は以下の4属6種である。右の括弧内に1905年に横山により改訂された学名を記す。
- Asplenium Roesserti Presl （= Cladophlebis nebbensis (Brongn.) )

- Dictyophyllum cf. actilobum Braun（= Dictyophyllum nathorsti Zeil.）

- Dictyophyllum japonicum Yokoyama

- Dictyophyllum kochibei Yokoyama

- Podozamites lanceolatus Lindl. et Hutt.

- Baiera ? sp. （= Baiera paucipartita Nath.）

1905年（明治38年）の横山による報告において、上記の植物化石が1891年にほぼレーチックの年代を示すとされたが、この年代は井上禧之助による後のコレクションの研究によって完全に裏付けられたとある（ただし、現在の山野井層の年代はノーリアン期とされている）。ここで、これらの植物化石を産する「plant-bearing formation of Yamanoi」（山野井含植物層）は、ライアス世（=前期ジュラ紀）のアンモナイトを産するいわゆる下部硯石統よりも下位に位置付けられた。
1905年に横山によって記載・改訂された化石は以下の5属8種である。右の括弧内に現在の学名を記す。
シダ
- Cladophlebis nebbensis (Brongn.)（= Cladophlebis nebbensis (Brongniart) Nathorst)

ゼンマイ科
- Cladophlebis yamanoiensis Yok.（= Todites yamanoiensis (Yokoyama) Kimura et Ohana)

ヤブレガサウラボシ科
- Dictyophyllum Nathorsti Zeil. （= Dictyophyllum nathorsti Zeiller)

- Dictyophyllum japonicum Yok.（= Camptopteris japonica (Yokoyama) Kon’no)

- Dictyophyllum kochibei Yok.（= Thaumatopteris kochibei (Yokoyama) Oishi et Yamasita)

球果類
- Podozamites lanceolatus (Lindl. et Hutt.)

ソテツ類
- Nilssonia Inouyei Yok. (= Nilssonia inouyei Yokoyama)

イチョウ類
- Baiera paucipartita Nath. (= Baiera cf. furcata (Lindley et Hutton) Braun)

1907年（明治40年）、農商務省の技師であった鈴木敏により山口図幅地域の調査がなされ、域内のレーチック層は埴生-厚狭間にのみ認められ、その北側は時代未詳の中生層に覆われるとされた。当時、大嶺夾煤層（=大嶺地区の夾炭層）は、時代を確定し得る化石が産出しないため、時代未詳の中生層とされた。レーチック層は、主に頁岩、砂岩の厚層からなり、時に礫岩を有し所々に無煙炭層を挟んでいるが、これらの岩盤には日ノ峰山（山野井にある山）の山塊に閃緑岩、西側の海岸に石英粗面岩が貫入しており、無煙炭がこれらの貫入岩に接している所は煽石（せんせき）となっていて津布田炭坑で採掘されていたとある。 山野井では頁岩から植物化石が産し、土地のならわしでは、これを忍草石（シノブイシ）と呼び古来より村民に知られていたとされる。この化石を含む頁岩は横山又次郎によりその年代がレーチックとされたもので、本邦において石炭を埋蔵する最古の夾煤層として知られるところとなった。
1922年（大正11年）、地質調査所の小倉勉により山口図幅地域の調査がなされ、大嶺地域の含炭層は従来、時代未詳の中生層と記載されたが、大嶺草井川の頁岩（現在の桃ノ木層）から、Cladophlebis yamanoiensis Yok.およびPodozamites sp.が見いだされ、これらが横山によって記載された厚狭地域のものと同一であることからレーチック統に属するとされた。大嶺相行の大井炭鉱（現在の平原層；滝口炭鉱の北）において炭層中に属種のわからない樹幹化石が発見され、その大きさは長さ4m、周囲0.75mでその断面は楕円形であったと記されている。
1926年（大正15年）の小林貞一による報告において、美祢地域の石炭層を挟む上部三畳系に対して美祢統（現在の美祢層群）が提唱され、美祢統から小林により以下の6属9種の植物化石が採集されている。右の括弧内に現在の学名を記す。
トクサ類
- Neocalamites Carrerei (Zeill.)（= Neocalamites carrerei (Zeiller) Halle)

シダ
- Cladophlebis Raciborski (Zeill.)（= Cladophlebis raciborskii Zeiller）

- Cladophlebis nebbensis (Brongn.)

- Cladophlebis denticulata (Brongn.)（= Cladophlebis denticulata (Brongniart) Brongniart)

- Dictyophyllum japonicum Yok.（= Camptopteris japonica (Yokoyama) Kon’no)

球果類
- Podozamites distans Presl（= Podozamites distans (Presl) Braun )

ソテツ類
- Nilssonia Inouyei Yok. (= Nilssonia inouyei Yokoyama)

分類群不明
- Taeniopteris stenophylla Kryst.　(Taeniopteris minensis Oishi)

- Taeniopteris Mc’ Clellandi (Oldh. et Morr.)　(Taeniopteris lanceolata Oishi)

## 美祢層群と同時代の地層
日本におけるほぼ同時期の非付加体型の後期三畳系として、岡山県西部の成羽層群、京都府北部の難波江層群、宮城県東部-岩手県南東部の皿貝層群、高知県-徳島県の川内ヶ谷層群などがある。

## 美祢層群に係わる指定対象物

### 大嶺炭田の荒川水平坑跡
2015年9月に、美祢市全域がMine秋吉台ジオパークとして認定された。主なジオスポットとして 大嶺炭田の荒川水平坑跡のほか、秋吉台の秋芳洞、長登銅山跡などがある。荒川水平坑跡は、2001年9月19日に美祢市の市指定文化財となっており、美祢層群に埋蔵される無煙炭を採掘するための坑口・煉瓦巻坑道からなり、ガイドが同行する場合に限り約10数ｍの坑道内を見学可能となっている。

### 県の石
2016年に日本地質学会は、全国47都道府県について各県に特徴的に産出・発見された岩石・鉱物・化石を「県の石」として選定しており、山口県の化石では美祢層群の植物化石が「県の石」に認定された
。